# 스킨스 (드라마)
《스킨스》(영어: Skins)는 사우스웨스트잉글랜드에 위치한 도시 브리스틀을 배경으로 그 곳의 10대 청소년들의 이야기를 그린 영국의 하이틴 드라마이다.
이 작품의 주요 내용은 역기능 가정(알코올, 폭력 등의 문제를 안은 가정), 10대 청소년들의 성(섹스), 정신 질환, 약물 남용(마약), 죽음과 왕따 등 을 이야기하며 그들의 성장기를 다루고 있다. 각 에피소드는 일반적으로 특정 캐릭터와 그들의 삶에서 직면하는 투쟁에 초점을 맞추고 있다. 또한 에피소드는 주요 캐릭터의 이름을 따서 명명된다.
컴퍼니 픽처스의 브라이언 엘슬리와 제이미 브리테인에 의해 기획되어 영국의 방송사 E4(채널 4의 자회사)에서 2007년 1월 25일에 첫 방송되어 총 6년여에 걸쳐 시즌 6까지(2년마다 출연진 변경) 매니아층을 형성하며 인기리에 방영되었다. 2009년에는 영화판 스핀 오프에 대한 계획이 논의되었지만, 최종적으로는 이뤄지지 않았다. 대신 시즌 7번째이자 마지막 시즌이 2013년에 방송되었다.
2011년에는 미국의 MTV에서 리메이크하여 제작 · 방송되었지만, 청소년들의 성장통을 다소 강도 높게 표현한 것 때문에 미국의 ‘학부모 방송감시 위원회’(The Parents Television Council)로부터 아동포르노법에 저촉된다는 항의를 받기도 했다.
대한민국에서는 케이블 채널 XTM에서 시즌 1, 2를 방영하였다.

## 등장 인물

### 시즌 1 ~ 2
- 토니 스토넘 - 니콜라스 홀트

매력적이고 두뇌 회전이 빠르다. 인기가 많고 재치 있어 때론 부모님, 선생님과 같은 어른들을 교묘하게 속인다. 여자친구가 있지만 매우 문란하고 매번 새로운 종류의 장난을 벌이지만 정작 자신은 교묘하게 책임을 피한다. 자기관리가 투철해 밤마다 쾌락적인 생활을 즐기면서도 학업을 철저하게 챙긴다. 소위 말하는 “잘나가는” 아이였으나 시즌 1 마지막 에피소드에서 버스에 깔리는 불의의 사고를 겪는다. 사고 이후 성적 기능을 일시적으로 잃고 여자친구 미셸과도 예전 같지 않아 마음이 불편하다. 재치 있는 자신과는 반대로 행동이 굼뜬 시드를 자주 괴롭히지만 마음 속으로는 그를 매우 사랑하고 있다.
- 미셸 리차드슨 - 에이프릴 피어슨

토니의 여자친구. 패션 감각이 뛰어나고 매력적인 인물로, 남학생들 사이에서 인기가 많다. 토니의 친구 시드가 자신을 사랑하고 있다는 사실을 알지만 그를 귀여운 남동생 정도로 여긴다. 토니의 문란한 생활과 자신에 대한 무관심에 매번 상처받지만 그를 진심으로 사랑한다. 토니와 마찬가지로 인생을 즐기면서도 학업에 최선을 다하는 편이다. 프랑스어와 스페인어를 특히 좋아해 대학 입학 고사 (A-level test) 스페인어 구술부문에서 우수한 성적을 거두기도 한다. 또 외양과 달리 나이에 비해 성숙하여 크리스가 죽었을 때 쟐란다를 수족관에 데려가 ‘쿨’하지만 가슴 따듯한 그녀의 방식대로 자신의 가장 친한 친구를 위로해준다.
- 시드니 젠킨스 (예칭 시드) - 마이크 베일리

토니의 가장 친한 친구이다. 토니와는 정반대로 사회성이 떨어지고 행동이 느리나 진솔하게 사람을 대할 줄 안다. 성적 역시 좋지 않아 부모님에게 “패배자”라는 말을 듣고 좌절한다. 토니의 무리 중 유일하게 순수함을 잃지 않고 진실한 사랑이 존재한다고 믿는 로맨티스트이다. 항상 비니를 눌러쓰고 두꺼운 뿔 테 안경을 쓰고 다닌다. 캐시를 사랑하고 있으나 그녀를 향한 자신의 감정을 시즌 1 막바지에 다다라서야 깨닫는다. 시즌 2에서는 자신을 닦달하던 아버지가 돌연사한 이후 조금씩 성장하며, 뉴욕으로 떠나버린 캐시를 찾아 아무 계획도 없이 뉴욕 행 비행기에 오르는 과감한 모습을 보이기도 한다.
- 카산드라 에인스워스 (예칭 캐시) - 한나 머레이

매우 말랐으며 무엇이든 예쁘고 아름다운 것을 좋아해 출중한 패션 감각을 소유하고 있다. 극심한 거식증과 피해의식에 시달린다. 자신이 거식증을 겪었고 정신병원에서 갓 퇴원하였다는 사실을 애써 숨기려 한다. 친구들과 함께 식사를 하면서도 먹는 시늉만 하며 절대 음식을 삼키지 않는다. 자신이 사랑 받고 있다는 사실을 끊임없이 확인 받고 싶어하나 시드의 어수룩하고 서툰 애정표현에 답답하기만 하다. 주변 사람들에게 실증을 느낄 때에는 제멋대로 사라졌다가 다시 나타나 친구들을 걱정하게 만든다. 크리스가 자신의 눈 앞에서 숨을 거두자 그 충격으로 충동적으로 뉴욕으로 떠난다.
- 크리스토퍼 마일스 (예칭 크리스) - 조 뎀프시

활발하고 매사에 긍정적이다. 전형적인 “클래스 클라운 (class clown)”으로 모두를 사랑하고 친구들에게 웃음을 준다. 부모님이 이혼한 후 집을 떠나 홀로 남겨지게 된다. 부모의 보살핌 없이 성장해 끊임없이 마약과 술에 향유하는 방향성 없고 쾌락적인 생활을 한다. 시즌 2에 접어들어 쟐과 갑작스레 친밀한 관계를 형성하고 연인으로 발전한다. 그는 밝은 미소 뒤에 애써 숨겨왔던 것은 유전적 뇌출혈이었고, 이로 인해 갑작스러운 죽음을 맞이해 모두를 가슴 아프게 한다. 그간 아들에게 무관심했던 크리스의 아버지는 크리스의 친구들로 하여금 장례식에 와 친척들 앞에서 망신을 주는 행위를 하지 못할 것을 신신당부하고, 이에 반항심을 품은 아이들은 장례식이 거행되는 동안 묘지에서 불꽃놀이를 하며 크리스의 죽음을 애도한다.
- 쟐란더 페이저 (예칭 쟐) - 라리사 윌슨

스킨스 시즌 1-2 중 최소의 비행을 저지르는 건전하고 모범적인 캐릭터이다. 엄격한 아버지와 세 오빠 아래에서 자라 어릴 적부터 클라리넷 교습을 받았고, 실력이 뛰어나 유명 음악학교에 입학하는 것을 목표로 하고 있다. 친구들이 충동적으로 행동할 때마다 이성적인 결정을 내릴 것을 유도하며 항상 다른 친구들이 저지른 사고를 수습하기 바쁘다. 시즌 2 후반부에 이르러 갑자기 크리스와 사랑하게 되고 그가 방향성 있는 삶을 살 수 있도록 도와준다. 연애를 시작한 지 얼마 지나지 않아 크리스는 갑작스런 죽음을 맞고, 이에 쟐은 극심한 공황상태를 겪지만 친구들의 도움으로 극복하고 음악 학교에 입학해 다시금 치열하게 살아간다.
- 맥스 올리버 - 밋치 휴어

금발에 매우 매력적이고 귀여운 얼굴의 게이이다. 춤을 사랑해 매일 댄스 동아리 활동을 하고 장차 무용수가 되고 싶어하나 부모님은 그가 안정적인 직업을 찾길 희망한다. 가장 친한 친구인 앤워와 늘 사이좋게 지내며, 이따금씩 앤워와의 관계에서 사랑과 우정의 경계를 아슬아슬하게 넘나든다. 시즌 2에서는 자신의 사생활을 염탐하는 스토커 루시와 맞닥뜨린다. 그녀와 연기하게 된 교내 뮤지컬 공연에서 아름다운 키스 장면을 연출하지만 무대 위에서 루시에게 “너는 가짜”라는 말을 해 상처를 준다. 앤워와 루시가 연인으로 발전하자 분노하나, 사랑하는 친구의 사랑을 포용해주는 마음 넓고 선량한 친구다. 시즌 2에서는 졸업 후 새로 사귀게 된 남자친구와 런던으로 떠난다.
- 앤워 카랄 - 데브 파텔

매우 보수적인 이슬람 신도 집안에서 자랐으나 아침 기도 시간에 몰래 문자 메시지를 보내는 등 기성세대와 신세대의 경계에 위치해 있다. 19살이나 되었지만 아직까지 제대로 된 연애 경험이 없다는 사실을 매우 부끄러워한다. 맥시와는 소위 말하는 가장 친한 친구 (Best friend) 관계이지만 맥시가 동성애자라는 것을 부모님께 말하기 꺼려하고, 충돌하는 가치관 사이에서 갈등한다. 자신을 좋아한다는 루시와 친밀한 관계로 발전하나, 고등학교를 졸업하고 자신과 함께 고향에 남아있자는 그녀의 제안을 뿌리치고 맥시와 그의 남자친구, 셋이서 런던으로 떠난다.
- 엘리자베스 스토넘 (예칭 에피)- 카야 스코델라리오

토니의 하나뿐인 여동생이다. 오빠와 마찬가지로 매우 약았다. 에비가일과 같은 여학교에 다니며 겉으론 부모님 말씀을 잘 듣는 착한 딸이지만, 그 이면에는 밤마다 방 창문으로 기어 나와 낯선 남자들과 술을 마시고 마약을 하는 등 남몰래 비행을 저지르는 반항적인 소녀다. 자신의 본 모습을 알지 못하는 부모님과 달리 오빠 토니는 부모님이 에피의 이중 생활을 눈치채지 못하도록 늘 도와준다. 토니가 자신이 실종된 탓에 거리를 헤매던 와중 불의의 사고를 당하게 되자 이를 매우 안타까워하고 지능 수준이 흡사 어린 아이가 되어 버린 토니를 보살핀다.
- 스케치 (루시) - 에이미-피온 에드워즈

시즌 2부터 등장하는 맥시의 스토커이다. 꽤 오래전부터 맥시의 건너편 아파트 빌딩에 살며 창문으로 비치는 그의 모습을 도촬하고 자기 방 벽 전체를 그의 사진으로 도배한다. 편부모 가정에서 태어났고 엄마는 장애로 인해 몸을 제대로 가누지 못하고 자신의 도움 없이는 아무것도 하지 못한다. 학교 뮤지컬에서 맥시와 미셸이 두 남녀 주인공 역할을 맡게 되자 미셸의 대사, 노래, 동선 등을 남몰래 연습한 후 공연 당일 날 미셸로 하여금 설사약을 먹게 해 자신이 대역을 맡는 치밀한 계획을 세운다. 아름다운 맥시를 사랑하지만 그가 동성애자라는 사실에 충격을 받고, 무대 위에서의 장렬한 키스 신 직후 맥시로부터 “너는 가짜” 라는 말을 듣고 상처 받는다. 이후 맥시와 가장 친한 앤워에게 접근하며 앤워의 외모를 맥시와 유사하게 만드려는 노력도 한다. 맥시는 가장 친한 친구인 앤워가 자신의 스토커와 연애하게 되자 분노하고 끝까지 루시를 용서하지 못한다.
- 포쉬 케네시 - 다니엘 칼루야
- 에비가일 스톡 - 조지나 모팟

토니 스토넴이 참여했던 청소년 성가대에 속한 소녀 중 한 명이다. 토니와 관계를 가져 미셸의 증오를 사게 된다. 귀족적인 여학교에 다니며 엄격한 가정에서 화실 속 난초처럼 보살핌 받으며 자랐다. 완벽해 보이는 그녀의 가장 치명적인 단점은 지나치게 건강에 집착하는 자신의 어머니이다. 에비가일의 어머니는 캐시가 머물렀던 병원 원장으로 자신의 딸이 극심한 정신병에 시달리고 있다는 착각에 빠져 딸로 하여금 강제로 정기적인 치료를 받게 한다. 부모가 자식에게 주어야 할 사랑 대신 온갖 정신병 약을 처방하는 어머니로 인해 에비가일은 남몰래 괴로워한다. 겉모습은 평범하지만 조금이라도 화가 나면 심한 욕을 겉잡을 수 없을 정도로 많이 하는 습관이 있다.
- 앤지 - 시완 모리스
- 월터 올리버 - 빌 베일리
- 판도라 문 - 리사 백웰

### 시즌 3 ~ 4
- 엘리자베스 스토넘 (예칭 에피) - 카야 스코델라리오
- 판도라 문 - 리사 백웰
- 토마스 토몬 - 머벌리 루케바
- 제임스 쿡 - 잭 오코넬
- 프레드릭 맥클레어 (예칭 프레디) - 루크 파스콸리노
- 조나 제레미아 존스 (예칭 JJ) - 올리 바비에리
- 에밀리 핏치 - 캐서린 프레스콧
- 캐서린 핏치 (예칭 케이티) - 메간 프레스콧
- 나오미 캠벨 - 릴리 러브리스

## 스킨스의 주제
스킨스는 영국의 10대가 겪을 법한 갈등을 묘사하고 있다. 드라마가 19세 미만 시청 불가로 지정된 만큼 아이들은 과감하고 외설적인 비행을 서슴지 않지만 이 드라마는 단순한 소위 “막장” 이야기를 넘어서 정신병, 동성 연애, 부모의 죽음 등의 다양한 사회문제를 그린다. 이제 겨우 열아홉 살에 불과한 주인공들은 기성세대에 대한 반항심에 이끌려 마약, 음주, 성생활을 즐긴다. 단지 청춘을 즐기고 싶어하는 이들에게 세상은 부모님의 이혼과 불륜, 남자친구의 돌연사, 거식증 및 편집증 등의 어려움을 안기고, 이들을 난관을 딛고 일어서며 점차 강인한 인간으로 성장한다.
스킨스는 거친 언어와 선정적인 장면들로 인해 적잖은 비판을 받았다. 이 거칠고 “반항적”인 드라마는 그 자체로 세상으로부터 자신을 보호하고자 하는 십대들의 냉담한 태도를 상징하고 있다. 드라마 내 청소년들은 상상하지 못한 어려움에 직면했을 때 주변 어른들에게 도움을 요청하지만 그들이 가장 신뢰했던 부모와 교사는 무능력하고 차갑다. 이로 인해 아이들은 더욱 극심한 방황에 빠지기도 하나 서로에게 의지해가며 자생적인 어른다운 어른이 되어간다. 

## 스킨스의 구성
스킨스는 앙상블 형식으로 구성되어 각 에피소드 당 캐릭터 한 명의 삶을 집중적으로 다룬다. 매 에피소드는 싱그러운 오프닝 송과 함께 캐릭터들이 즐겁게 대화하는 다양한 영상이 오버랩 되며 드라마가 강조 하고자 한 십대의 다채로움에 걸맞게 강렬하고 다양한 색깔이 사용되었다. 겉으론 늘 밝게 웃고 장난스러운 평범한 십대처럼 보이나 각 주인공은 부모와의 갈등, 성적, 혹은 차마 말 못하는 콤플렉스 등으로 힘들어한다. 실제 우리네 삶이 그렇듯 에피소드는 대개 각 캐릭터가 자신의 어려움을 쉽게 극복하지 못한 채 괴로워하고 방황하는 등 헤피 엔딩이 아닌 씁쓸한 결말로 끝난다. 영화에 주로 사용된 음악은 매 장면마다 가사가 상황에 적합한 곡으로 선정되었고 콜드플레이 (Coldplay) 등 영국 유명 가수들의 우울하고 서정적인 노래들이 주를 이룬다. 

## 스킨스에 사용된 은유(Metaphor)
스킨스 시즌1-2에서는 다양한 은유(Metaphor)가 사용된다. 이 중 다수의 평론가들이 공통적으로 입을 모았던 은유는 시즌 2에서 여섯 번째 에피소드에서 등장하는 이름 모를 소녀이다. 시즌 1 마지막 에피소드에서 버스에 깔리는 불의의 사고를 겪은 이후 토니는 여자친구와 소원해졌고 이 결과 자신의 가장 친한 친구 시드가 여자친구와 연애하는 사태를 겪게 된다. 사고 이후 소극적으로 변한 토니는 매우 난처해하고, 평소의 자신이었다면 불같이 화냈을 일에 자신의 감정을 제대로 표출하지 못해 힘들어 한다. 여섯 번째 에피소드에서는 고등학교 졸업 이후 진학하게 될 대학에 인터뷰를 하러 간다. 대학 남자 화장실에서 토니는 갑작스레 화장실 칸에 들어와 “싸울거니, 도망갈거니? (Are you going to fight or fly?)”라고 묻는 이름 모를 소녀와 대면하게 된다. 이후 인터뷰를 하고 캠퍼스를 돌아보는 과정 내내 소녀는 토니를 따라다니며 예전의 그로 돌아가 다시금 대담해질 것을 당부하고, 토니는 결국 그녀의 묘한 매력에 이끌려 대학 기숙사에서 관계를 가진다. 심리학자 융의 이론에 입각하여 바라보았을 때 소녀는 다름 아닌 토니의 무의식으로서 사고 이전의 활달하고 대담한 토니의 본 모습이다. 소녀는 토니가 자신의 정신적 손상을 극복할 수 있도록 도와주고 결국 본래 자신을 되찾아 미셸과 정상적인 관계를 유지하게 한다.

## 수상
- 2007년 영국 로열 텔레비전 협회 - 최우수 프로덕션 디자인:드라마부분 (아멜리아 샹클랜드)
- 2008년 로즈 도르 라이트 엔터테인먼트 페스티벌 - 골든 로즈 드라마
- 2008년 영국 아카데미 필름 텔레비전 어워즈(BAFTA) - 최우수 타이틀 (탈 로스너)
- 2008년 스코틀랜드 아카데미 필름 텔레비전 어워즈(BAFTA Scotland) -최우수 각본 필름/텔레비전 (브라이언 엘슬리, 제이미 브리테인)
- 2008년 영국 밴프 텔레비전 페스티벌 - 최우수 콘티뉴잉 시리즈 (브라이언 엘슬리, 제이미 브리테인)
- 2009년 영국 아카데미 필름 텔레비전 어워즈(BAFTA) - TV 부분 관객상(시청자)
- 2010년 영국 TV 퀵 어워즈 - 최우수 남자배우상 (잭 오코넬)

## 같이 보기
- 키즈 (1995년 영화)